# Богушув-Горце

Богушув-Горце (пол. Boguszów-Gorce, нем. Gottesberg-Rothenbach)  —  город в Польше, входит в Нижнесилезское воеводство,  Валбжихский повят.  Имеет статус городской гмины.
Занимает площадь 27,01 км². Население 16 298 человек (на 2009 год).

## История
В городе в школьные годы жила Эдита Пьеха.